# Pergamaster synaptorus
Pergamaster synaptorus är en sjöstjärneart som beskrevs av Fisher 1940. Pergamaster synaptorus ingår i släktet Pergamaster och familjen ledsjöstjärnor. Inga underarter finns listade i Catalogue of Life.